# Granatnik RPG-75
RPG-75 – czechosłowacki granatnik przeciwpancerny.
RPG-75 ma budowę zbliżoną do amerykańskiego M72 LAW, ale w odróżnieniu od niego jest bronią bezodrzutową, a nie rakietową. Składa się z rozkładanej, teleskopowej wyrzutni mieszczącej ładunek miotający i pocisk kumulacyjny. Wyrzutnia jest wykonana z dwóch rur ze stopu lekkiego po rozłożeniu połączonych zatrzaskiem bagnetowym. Rozłożenie wyrzutni powoduje rozłożenie celownika o nastawach 200, 250 i 300 m. Tylna cześć wyrzutni zakończona jest dyszą. Niecodzienną cechą jest brak stateczników na pocisku. Obecnie są oferowane odmiany: 
- RPG-75 M z pojedynczą głowicą kumulacyjną z miedzianą wkładką o przebijalności 300 mm[4]
- RPG-75 MP z głowicą kumulacyjno-termobaryczną o przebijalności 150 mm (przeciwko lżej opancerzonym pojazdom, umocnieniom i sile żywej)[4]
- RTG z głowicą termobaryczną (przeciwko sile żywej i umocnieniom)[4]

Broni tej w wersji z głowicą termobaryczną używa od 2010 roku także polska Jednostka Wojskowa Grom.
Obecnym producentem broni jest holding ZEVETA Bojkovice w Czechach. Licencję na wytwarzanie posiadają również polskie Zakłady Sprzętu Precyzyjnego „Niewiadów”, które oferują możliwość produkcji w razie zamówień.

## Dane taktyczno-techniczne
- Kaliber: 68 mm
- Masa: 3,2 kg
- Masa pocisku: 0,82 kg
- Długość: 633/890 mm
- Prędkość początkowa pocisku: 190 m/s
- Donośność: 300 m
- Przebijalność: 300 mm

## Użytkownicy (wybór)
- Czechosłowacja – od lat 70 XX w.[2]
- Czechy
- Słowacja
- Polska